# Omar al-Hassi
Pour les articles homonymes, voir Hassi.
Ne doit pas être confondu avec Omar Hassi.
Omar al-Hassi (arabe : عمر الحاسي), né en 1958 ou en 1959, est un homme d'État libyen, Premier ministre investi par le Congrès général national de 2014 à 2015.

## Biographie
Il est professeur de planification stratégique à l'université de Benghazi et président de l'Institut de recherche sur la paix au Moyen-Orient et dans la Méditerranée. Omar al-Hassi a fondé avec Mahmoud Refaat le 12 mai 2018 le Groupe d'action internationale pour la paix en Libye,.
Le 4 mai 2014, candidat au poste de Premier ministre, il est battu par Ahmed Miitig.
Le 25 août 2014, il est nommé Premier ministre par le Congrès général national. Le 2 septembre 2014, il forme son gouvernement. Le 31 mars 2015, il est destitué.
Le 1er décembre 2016, il a annoncé la formation du Haut Conseil de la Révolution, que certains prétendaient être un organe exécutif parallèle, mais ce groupement depuis sa création se réfère à lui-même sous le nom d'Assemblée des patriotes libres.
Le 12 mai 2018, Al-Hassi a fondé avec Mahmoud Refaat le Groupe d'action international pour la paix en Libye, qui a accusé les représentants de l'ONU envoyés en Libye et les dirigeants des Émirats arabes unis de violer les résolutions du Conseil de sécurité relatives à la Libye. le Groupe international d'action pour la paix en Libye a été inauguré depuis Tunis, la capitale tunisienne, en tant que groupe politique et juridique ; principalement composé de politiciens libyens et d'experts juridiques internationaux pour poursuivre les auteurs de crimes de guerre en Libye.